# La Boissière-en-Gâtine
La Boissière-en-Gâtine è un comune francese di 242 abitanti situato nel dipartimento delle Deux-Sèvres nella regione della Nuova Aquitania.

## Società

### Evoluzione demografica
Abitanti censiti